# أولكسندر خيزنياك
أوليكسندر أوليكساندروفيتش خيزنياك (بالأوكرانية: Олександр Олександрович Хижняк؛ من مواليد 3 أغسطس 1995) هو ملاكم هاوٍ أوكراني حصل على الميدالية الفضية في دورة الألعاب الأولمبية الصيفية 2020 في حدث الوزن المتوسط.  وفي دورة الألعاب الأولمبية الصيفية 2024 فاز بالميدالية الذهبية في الملاكمة رجال وزن 80 كجم.